# Автопортрет (картина Кирилловой)
«Автопортрет» — работа Ларисы Николаевны Кирилловой (р. 1943), ленинградской-петербургской художницы и педагога, Заслуженного художника РСФСР (1987), члена-корреспондента АХ СССР (1988), действительного члена Российской академии художеств, директора Санкт-Петербургского государственного академического художественного лицея, принёсшая автору первую широкую известность. С 1980 года работа находится в собрании Государственного Русского музея.

## Описание
Интонацию портрета известный искусствовед А. Ф. Дмитренко называет «спокойной и торжественной», отмечая ясную гармонию цветовых отношений, их благородство и «изысканный линейный ритм».
«Автопортрету» Л. Кирилловой уделяет внимание В. А. Леняшин в статье о советском портрете и автопортрете 1960—1980 годов, в котором, по его замечанию, «идущая от старых мастеров очищенность формы отдана обычной девушке с прямым и требовательным взглядом, в кофточке из магазина на углу, одной из тех, кому посвящали гитарные исповеди „парни с поднятыми воротниками“ из хуциевского „Июльского дождя“».
А. Дмитренко, отмечая безупречное портретное сходство, пишет, что Л. Кириллова «изобразила себя такой, какой она есть на самом деле, — и немного такой, какой хотела бы быть. Вглядываясь в себя, она соотносит свой образ с идеалом, не приукрашивая свою внешность, а скорее акцентируя в ней общеженское, присущее её поколению». По его мнению, «Автопортрет» не только принёс автору широкую известность, но и стал «своего рода камертоном при характеристике многих её произведений».